# Macrostomida
Macrostomida là một đơn vị phân loại giun dẹp nhỏ cơ bản sống tự do (Turbellaria, Platyhelminthes), sống trong môi trường nước ngọt, nước lợ, và môi trường biển. Tên đơn vị phân loại được Josef Meixner đặt ra năm 1924. Hiện tại có khoảng 260 loài có tên trong đơn vị phân loại này.

## Mô tả
Macrostomida là các loài giun micro-Turbellaria nhỏ (chiều dài ~ 0,5 đến 5 mm), và nói chung rất trong suốt, thường có tiết diện tròn và chỉ những dạng lớn nhất mới dẹp theo chiều lưng-bụng. Chúng được phân biệt với các động vật có họ hàng bằng việc sở hữu họng và ruột đơn giản, và một cặp dây thần kinh bên, và bởi sự thiếu  túi thăng bằng.